# Aleksy Komnen (protosebastos)
Aleksy Komnen (gr. Ἀλέξιος Κομνηνός, ur. ok. 1135/42 – po 1182) – bizantyński arystokrata, wszechwładny faworyt regentki Marii z Antiochii. 

## Życiorys
Był synem sebastokratowa Andronik Komnena i Ireny Komneny. Był bratankiem cesarza Manuela I Komnena. Był kolejno protostratorem, protowestariuszem i protosebastosem. W okresie panowania Aleksego II uzyskał pozycję faktycznego zarządcy administracji. Na czele opozycji przeciw jego rządom stali: Rajnier z Montferratu i jego żona Marię Komnenę. Po dojściu do władzy Andronika I Komnena został oślepiony (kwiecień 1182) i zesłany do klasztoru.